# إيرول بكر
إيرول بكر (بالسويدية: Erol Bekir)‏ هو لاعب كرة قدم سويدي، ولد في 25 يناير 1974 في شمال مقدونيا. لعب مع فالدهوف مانهايم ونادي ثون ونادي ريجينا ونادي لوغانو ونادي مالمو ونادي يانغ بويز.

## وصلات خارجية
- إيرول بكر على موقع اتحاد السويد (السويدية)
- إيرول بكر على موقع قاعدة بيانات كرة القدم.إي يو (الإنجليزية)